# Metallogorgia macrospina
Metallogorgia macrospina is een zachte koraalsoort uit de familie Chrysogorgiidae. De koraalsoort komt uit het geslacht Metallogorgia. Metallogorgia macrospina werd in 1919 voor het eerst wetenschappelijk beschreven door Kükenthal. 